# Скам'янілості

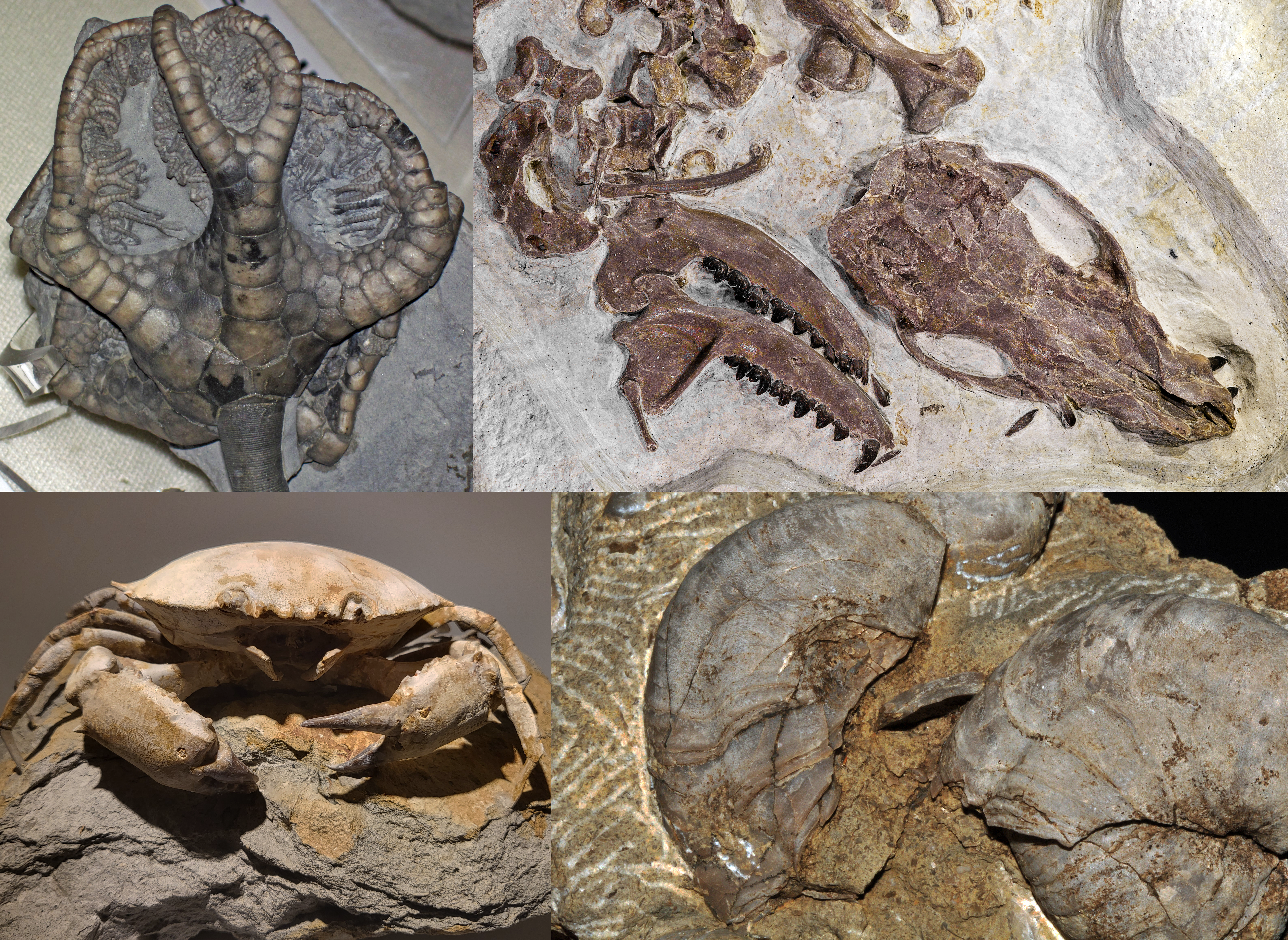
Композиція з кількох скам'янілостей. За годинниковою стрілкою зверху ліворуч: Onychocrinus і Palaeosinopa; нижній ряд: Gryphaea та Harpactocarcinus

Скам'яні́лості або фосилії (від лат. fossilis «викопний») — рештки організмів або сліди їхньої життєдіяльності, збережені у осадових породах. Прикладами скам'янілостей є кістки, мушлі, екзоскелети, відбитки тварин або мікробів у камені, об'єкти, збережені у бурштині, волосся, скам'яніла деревина та залишки ДНК. Сукупність скам'янілостей відома як викопний літопис. Скам'янілості є об'єктом вивчення науки палеонтології.
Зразки зазвичай вважаються скам'янілостями, якщо їхній вік перевищує 10 000 років. Найдавніші скам'янілості датуються віком від 3,48 мільярда років до 4,1 мільярда років.
Скам'янілості варіюються за розміром від одномікрометрових (1 мкм) бактерій до гігантських багатометрових динозаврів та дерев. Зазвичай скам'янілості зберігають лише частину померлого організму, найчастіше ту частину, яка була частково мінералізована за життя, наприклад, кістки та зуби хребетних тварин або хітинові чи вапняні екзоскелети безхребетних. До скам'янілостей також належать сліди, залишені організмом за життя, наприклад, відбитки лап або фекалії (копроліти). Ці типи скам'янілостей називаються іхнофосиліями, на противагу скам'янілостям тіл. Деякі скам'янілості є біохімічними та називаються хемофосиліями або біосигнатурами.

## Загальна характеристика

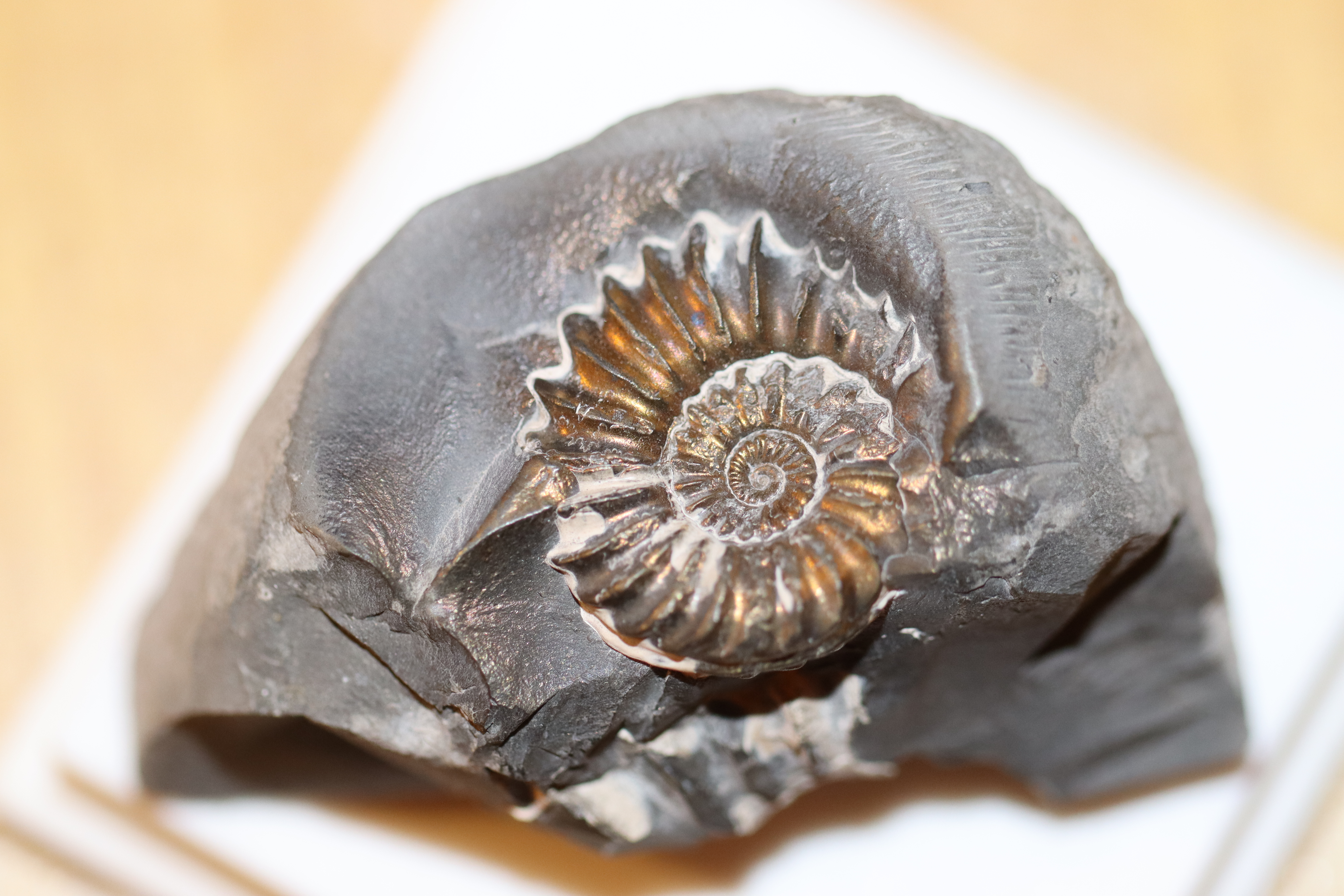
Скам'яніла мушля амоніта

Скам'янілості утворюються передусім внаслідок заміщення тканин організму мінералами. Зазвичай цей процес відбувається з твердими частинами тіла: кістками, зубами, мушлями. Це може бути заміна самих тканин (мінералізація), заповнення порожнин і пор мінералами (пермінералізація) або їхнє розчинення з повторним утворенням на їхньому місці мінералу. Скам'яніння стається порівняно рідко і зазвичай його умовою є швидке нашарування над мертвим організмом осадових порід до того, як організм розкладеться. Переважна більшість скам'янілостей утворюється на дні водойм, де немає великих падальників, існують безкисневі умови та відбуваються нашарування мулу.
Сліди діяльності організмів також називаються скам'янілостями. Ними можуть бути відбитки істот, відходи життєдіяльності чи нори. Якщо рештки організму чи сліди його діяльності не цілком скам'яніли, вони називаються субфосиліями. Зазвичай для завершення скам'яніння потрібно не менше 10 тис. років. Окремо виділяються хімічні скам'янілості (хемофосилії) — сліди органічних речовин, збережені в гірських породах. Найдавніші сліди життя на Землі є саме хемофосиліями.
Скам'янілості надають важливу інформацію про епоху, в якій вони утворилися, наприклад, про тваринний світ і рослинність тих часів. Порівняння однакових скам'янілостей у різних шарах гірських порід дозволяє скласти уявлення про послідовність геологічної та біологічної історії Землі. Скам'янілості представляють лише близько 1 % всіх видів, які коли-небудь існували. Більшість із них — це молюски, хребетні, голкошкірі, брахіоподи та деякі групи членистоногих, які мали твердий внутрішній або зовнішній скелет.

## Історія вивчення

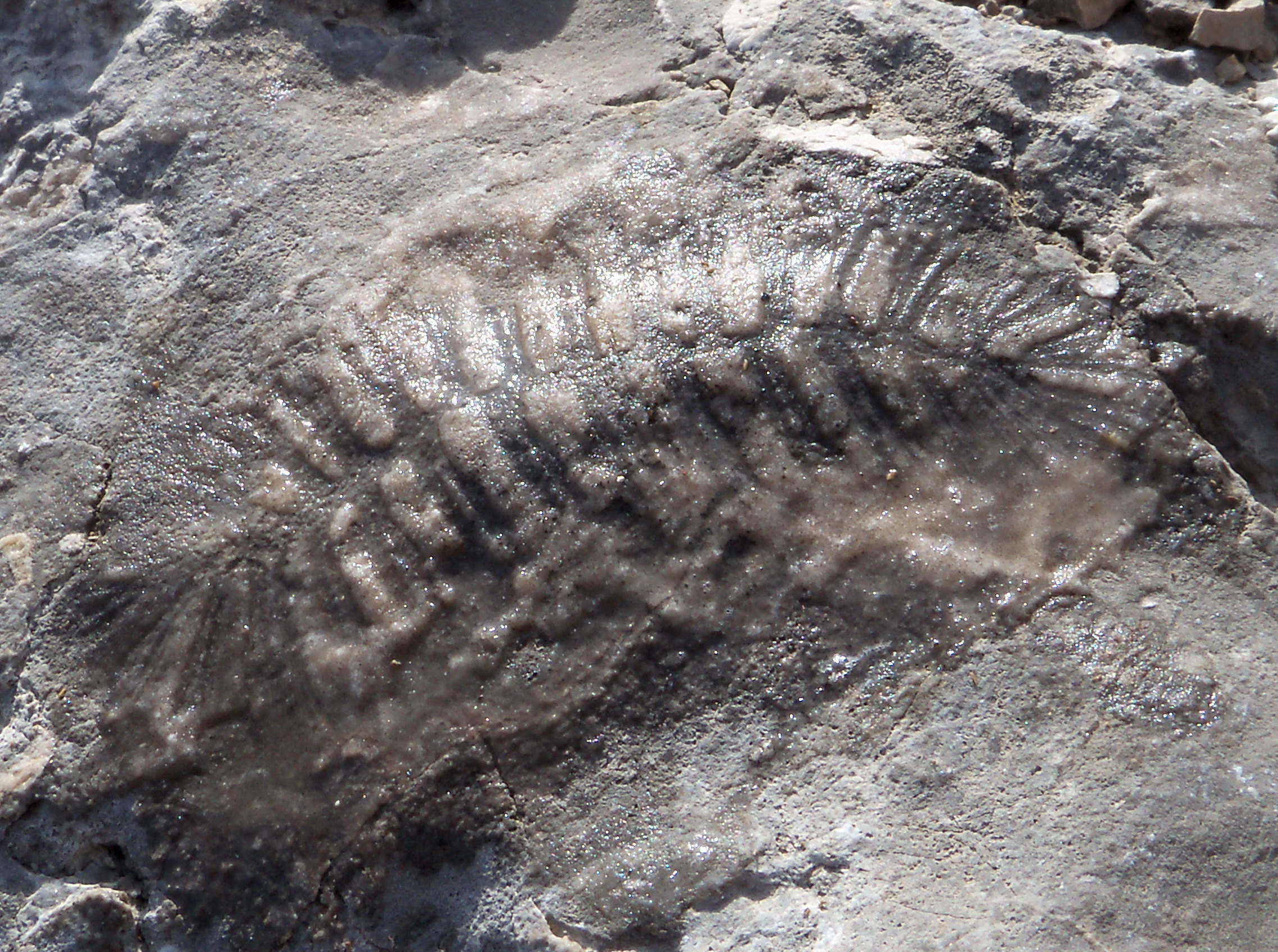
Скам'янілість, що виникла внаслідок фосилізації (Крим, г. Перчем-Кая)

Збирання скам'янілостей датується щонайменше початком письмової історії. Викопні рештки були одним з перших джерел даних, які лягли в основу вивчення еволюції та історії життя на Землі.
В Європі є багато прикладів палеолітичних кам'яних ножів зі скам'янілостями голкошкірих, закріпленими точно на руків'ї, що датуються часами Homo heidelbergensis та неандертальцями. Ці давні люди також просвердлювали отвори в центрі цих круглих викопних черепашок, очевидно, використовуючи їх як намистини для прикрас.
Стародавні єгиптяни збирали скам'янілості видів, які нагадували кістки сучасних видів, яким вони поклонялися. Бог Сет асоціювався з бегемотом, тому скам'янілі кістки бегемотоподібних видів зберігалися в храмах цього божества. П'ятипроменеві мушлі викопних морських їжаків асоціювалися з божеством Сопду, Ранковою Зіркою, еквівалентом Венери в римській міфології.
Римський натураліст Пліній Старший писав про «язикоподібні камені», які він називав глосопетрами. Це були викопні акулячі зуби, які в деяких класичних культурах вважалися схожими на язики людей або змій. Він також писав про роги Амона — викопні амоніти, звідки група головоногих молюсків отримала свою назву. Пліній також зробив одну з перших відомих згадок про ропухові камені, які до 18 століття вважалися магічними протиотрутними ліками, що походили з голів жаб. Насправді ж це були викопні зуби лепідотів, променеперих риб крейдяного періоду.
Вважається, що індіанці прерій Північної Америки так само пов'язували скам'янілості, такі як численні неушкоджені скам'янілості птерозаврів, що зустрічаються в цьому регіоні, зі своїм міфологічним громовим птахом.

## Датування скам'янілостей

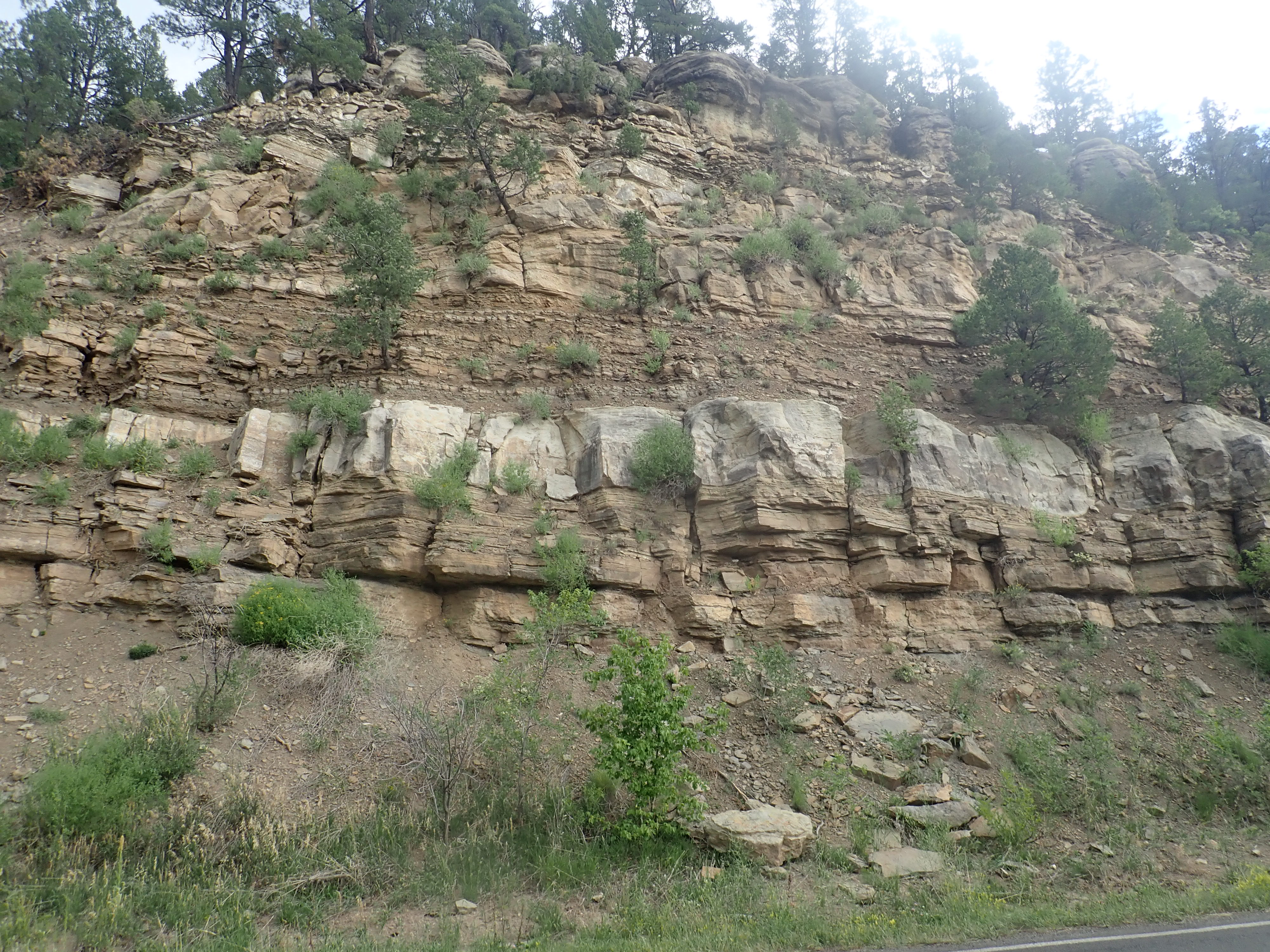
Шаруваті гірські відклади часто містять скам'янілості

У пластах, які зберігають скам'янілості, зазвичай не вистачає радіоактивних елементів, необхідних для радіометричного датування. Радіоактивні елементи поширені лише в гірських породах вулканічного походження, і тому єдині викопні породи, що датуються радіометрично — це шари вулканічного попелу, які можуть слугувати кінцевими точками для проміжних відкладів. Тому палеонтологи покладаються на стратиграфію, щоб датувати скам'янілості. Гірські породи зазвичай утворюють порівняно горизонтальні шари, де верхні шари новіші за нижчі. Якщо скам'янілість знайдена між двома шарами, вік яких відомий, то стверджується, що вік скам'янілості лежить між цими двома датами. Хоча шари гірських порід не безперервні, і можуть бути розділені розломами або ерозією, присутність у них однакових скам'янілостей дозволяє стверджувати, що їхній вік однаковий і відповідно датувати прилеглі шари. Наприклад, якщо у відкладах знайдено рештки конодонта Eoplacognathus pseudoplanus, то ці відклади утворилися в середині ордовицького періоду. Цей метод, утім, може забезпечити лише відносне датування.
Викопні види, які використовуються для розрізнення шарів, називаються індексними скам'янілостями. Зазвичай індексні скам'янілості стосуються істот, які легко ідентифікуються та були поширені на великій території. Якщо неідентифікована скам'янілість знайдена в тому самому шарі породи, що й індексна скам'янілість, тоді вважається, що два види жили протягом того самого періоду часу. Якщо ж та сама індексна скам'янілість знайдена в різних розділених шарах, то ймовірно, що ці шари відклалися одночасно, а їхнє розділення відбулося пізніше внаслідок геологічних процесів.

## Специфічні види скам'янілостей

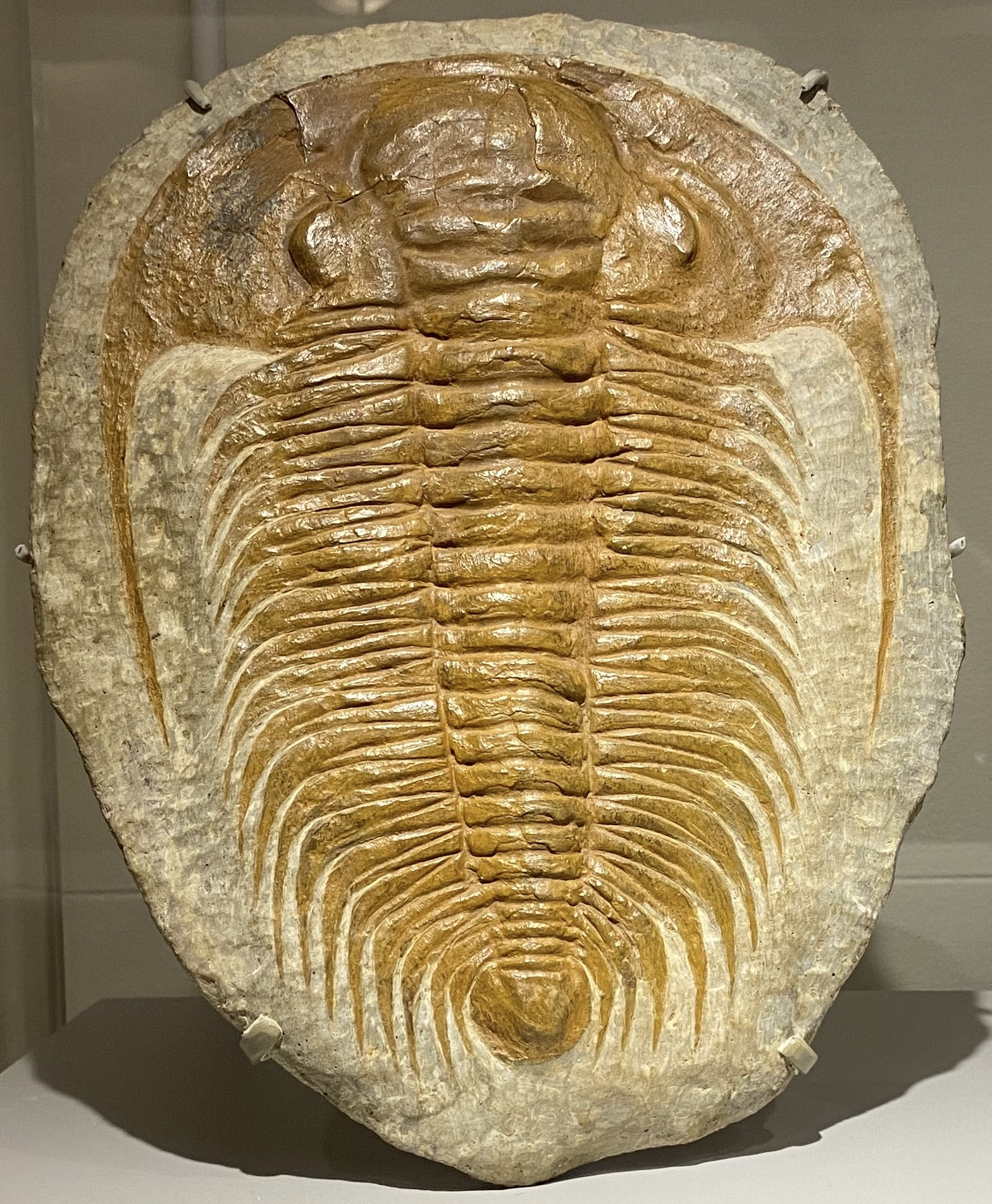
Paradoxides pinus — індексна скам'янілість кембрію

### Індексні скам'янілості
Індексні скам'янілості (також відомі як скам'янілості-орієнтири) — скам'янілі рештки або сліди рослин чи тварин, характерні для певного геологічного періоду або середовища, які можуть бути використані для ідентифікації та датування гірських порід, що їх містять. На практиці індексні скам'янілості повинні мати обмежений вертикальний часовий діапазон, широке географічне розповсюдження і швидкі еволюційні зрушення. Гірські породи, розділені великими відстанями, але які містять однакові види індексних скам'янілостей, можна вважати такими, що утворилися впродовж обмеженого часу існування цих видів.
Чим коротший часовий діапазон існування виду, тим точніше можна співвіднести різні відклади, тому скам'янілості видів, що швидко еволюціонують, є особливо цінними. Найкращі скам'янілості-індекси є поширеними, їх легко ідентифікувати на рівні виду і вони мають широке розповсюдження — в іншому випадку ймовірність знайти та розпізнати її у відкладеннях є низькою.

### Перехідна форма
Перехідна скам'янілість — це будь-які скам'янілі рештки організмів, які мають ознаки, спільні як для предкової групи, так і для похідних від неї нащадків. Це особливо важлива знахідка у випадках, коли група нащадків різко відрізняється від групи предків за загальною анатомією та способом життя. Через неповноту викопного літопису, як правило, неможливо точно визначити, наскільки близько перехідна скам'янілість розташована до точки дивергенції. Ці скам'янілості слугують нагадуванням про те, що таксономічний розподіл — є виключно людським конструктом, який був накладений заднім числом на безперервний процес еволюції.

### Субфосилії

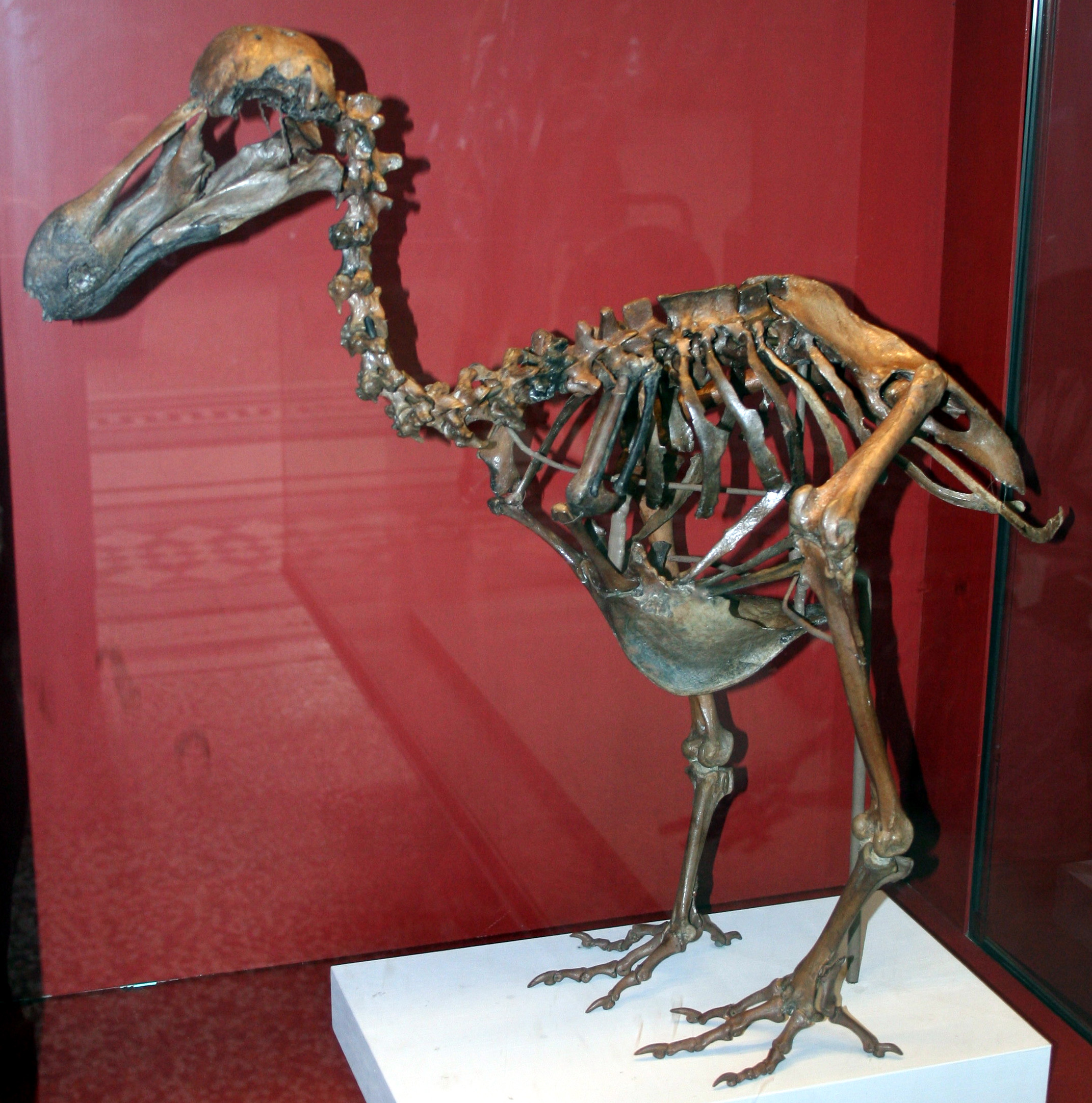
Субфосилія скелета додо

Термін «субфосилія» може використовуватися для опису решток, таких як кістки, гнізда або екскременти, процес скам'яніння яких не завершений, або решток тих істот, проміжок часу з моменту життя якиї занадто короткий, щоб класифікуватися за скам'янілість, або якщо умови, в яких рештки були поховані, не були оптимальними для їхнього скам'яніння. Субфосилії часто знаходять у печерах або інших укриттях, де вони можуть зберігатися тисячі років. Основна важливість субфосилій у порівнянні зі скам'янілостями полягає в тому, що перші містять органічний матеріал, який можна використовувати для радіовуглецевого датування або екстракції та секвенування ДНК, білків або інших біомолекул. Крім того, співвідношення ізотопів може надати багато інформації про екологічні умови, в яких жили вимерлі тварини. Субфосилії корисні для вивчення еволюційної історії довкілля і можуть бути важливими для досліджень у палеокліматології.
Субфосилії часто зустрічаються в осадочних середовищах, таких як озерні, океанічні відклади та ґрунти. Після відкладення фізичні та хімічні процеси вивітрювання можуть вплинути на стан збереженості, а особливо дрібні субфосилії можуть бути поглинуті живими організмами. Субфосилії, що датуються мезозоєм, надзвичайно рідкісні, вони зазвичай сильно зруйновані й тому викликають численні суперечки у науковому просторі. Переважна більшість субфосилій походить з четвертинних відкладів, в тому числі екзоскелети дзвінцевих, панцирі черепашкових, діатомові водорості та форамініфери.

### Деревина

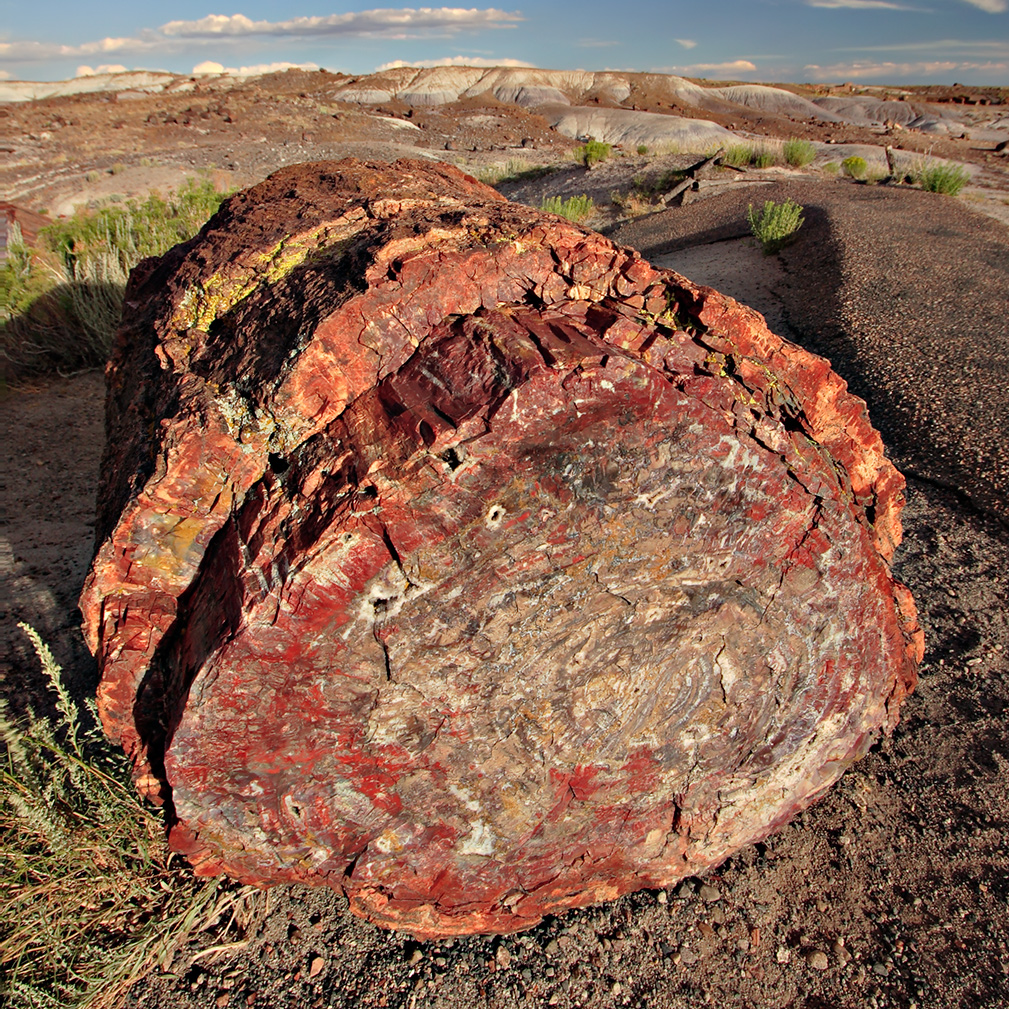
Ксилоліт. У процесі скам'яніння зберігається внутрішня структура дерева і кора

Викопна деревина — деревина, яка збереглася у викопних рештках. Зазвичай деревина — це частина рослини, що найкраще зберігається (і яку найлегше розпізнати).
Викопна деревина може бути єдиною частиною рослини, що збереглася; в такому випадку вона може отримати особливу ботанічну назву. Зазвичай ця назва включає «-xylon» («-ксилон») і термін, що вказує на її передбачувану спорідненість, наприклад, Araucarioxylon (деревина араукарії або якогось спорідненого роду), Palmoxylon (деревина невизначеної пальми) або Castanoxylon (деревина невизначеного кастанопсису).

### Іхнофосилії

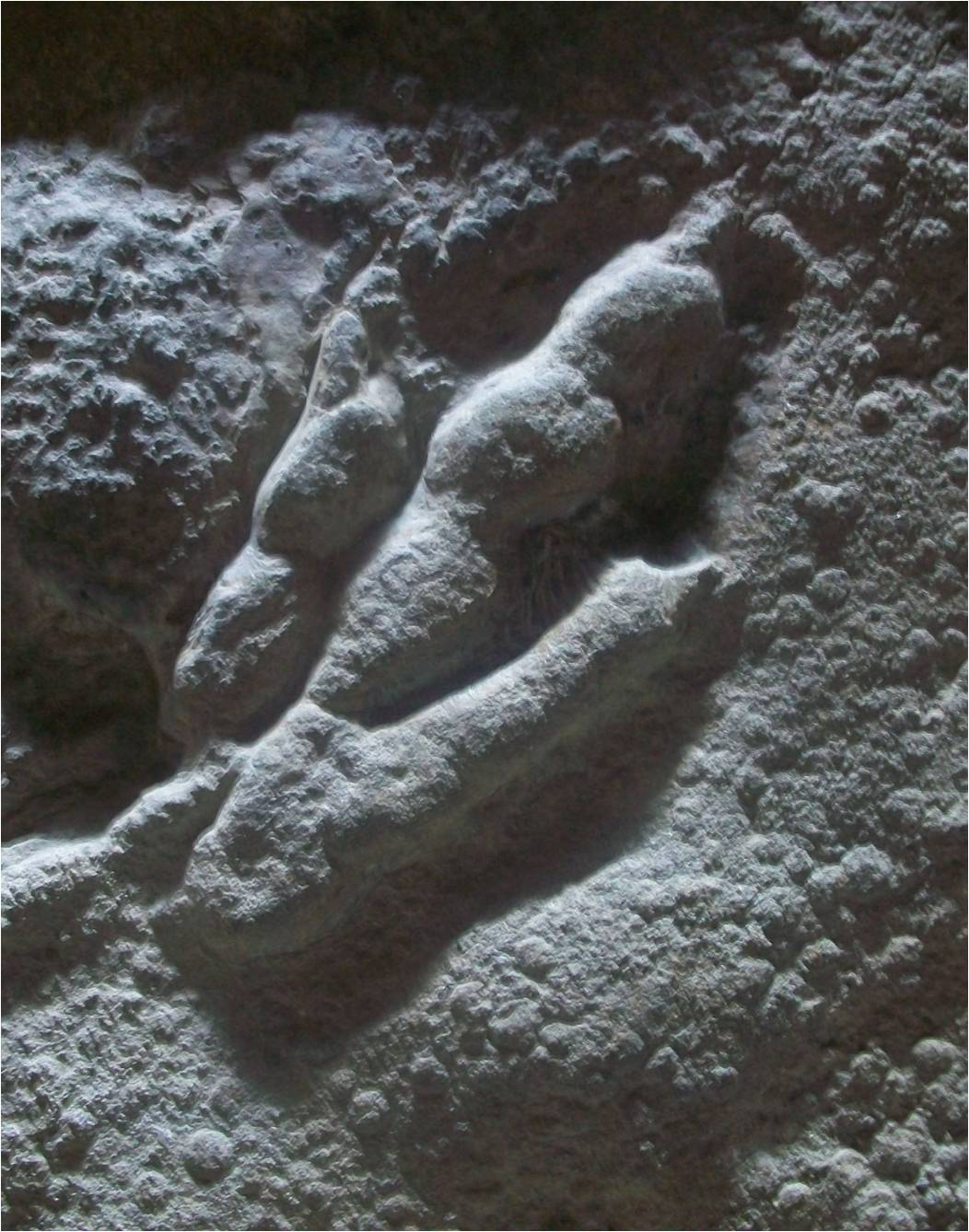
Негативний відбиток стопи G. cuneatus

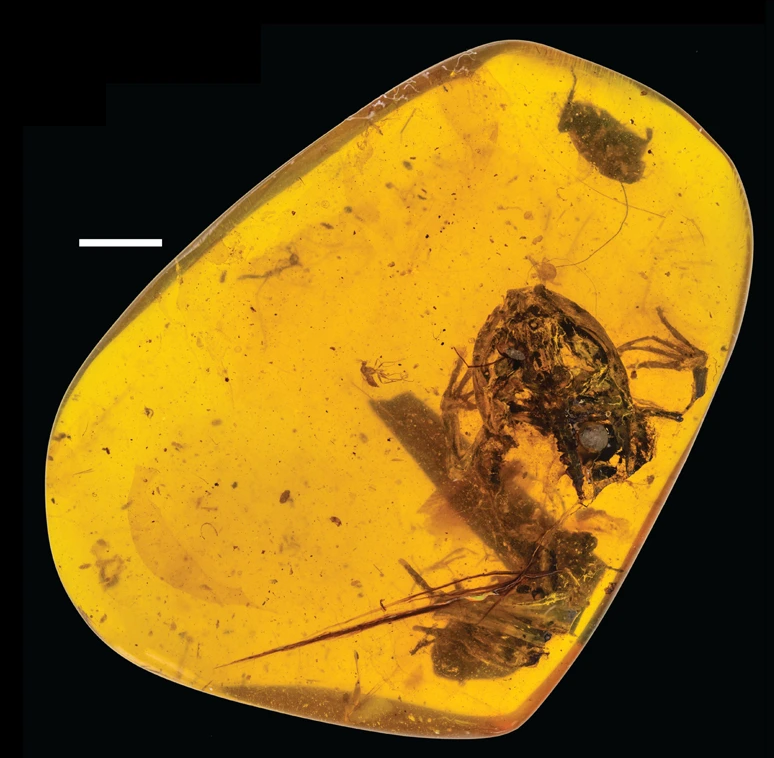
Голотип Electrorana limoae у бірманському бурштині

Іхнофосилії (англ. ichnofossil або trace fossil) — різновид викопних решток, представлених слідами життєдіяльності викопних організмів, але не самими організмами.
До скам'янілих слідів належать, наприклад, фізичні відбитки, зроблені організмом на субстраті або у ньому, наприклад, нори, сліди біоерозії, копроліти (скам'янілий кал), уроліти (ерозія, спричинена випорожненням рідких відходів), відбитки лап, строматоліти (рештки ціанобактеріальних матів), сліди харчування та кореневі порожнини. Іхнофосилії особливо важливі, оскільки вони є джерелом даних, яке не обмежується тваринами з легко скам'янілими твердими частинами тіла, і здатні передавати інформацію про поведінку тварини. Багато слідів датуються набагато ранішими періодами, ніж скам'янілості самих тварин, які, як вважається, їх залишили.
Хоча точна ідентифікація скам'янілостей за слідами, як правило, неможлива, вони можуть, наприклад, слугувати найдавнішим фізичним доказом появи помірно складних тварин (порівнянних із сучасними дощовими черв'яками).
Копроліти класифікуються як іхнофосилії, а не скам'янілості тіл, оскільки вони радше вказують на поведінку тварини (в цьому випадку — дієту), ніж на її морфологію. Вперше їх описав Вільям Бакленд у 1829 році. До цього вони були відомі як «викопні ялинові шишки» та «безоаровими каменями». Вони мають важливе значення в палеонтології, оскільки надають прямі докази хижацтва та раціону вимерлих організмів. Копроліти можуть мати розмір від кількох міліметрів до понад 60 сантиметрів.

### Бурштин

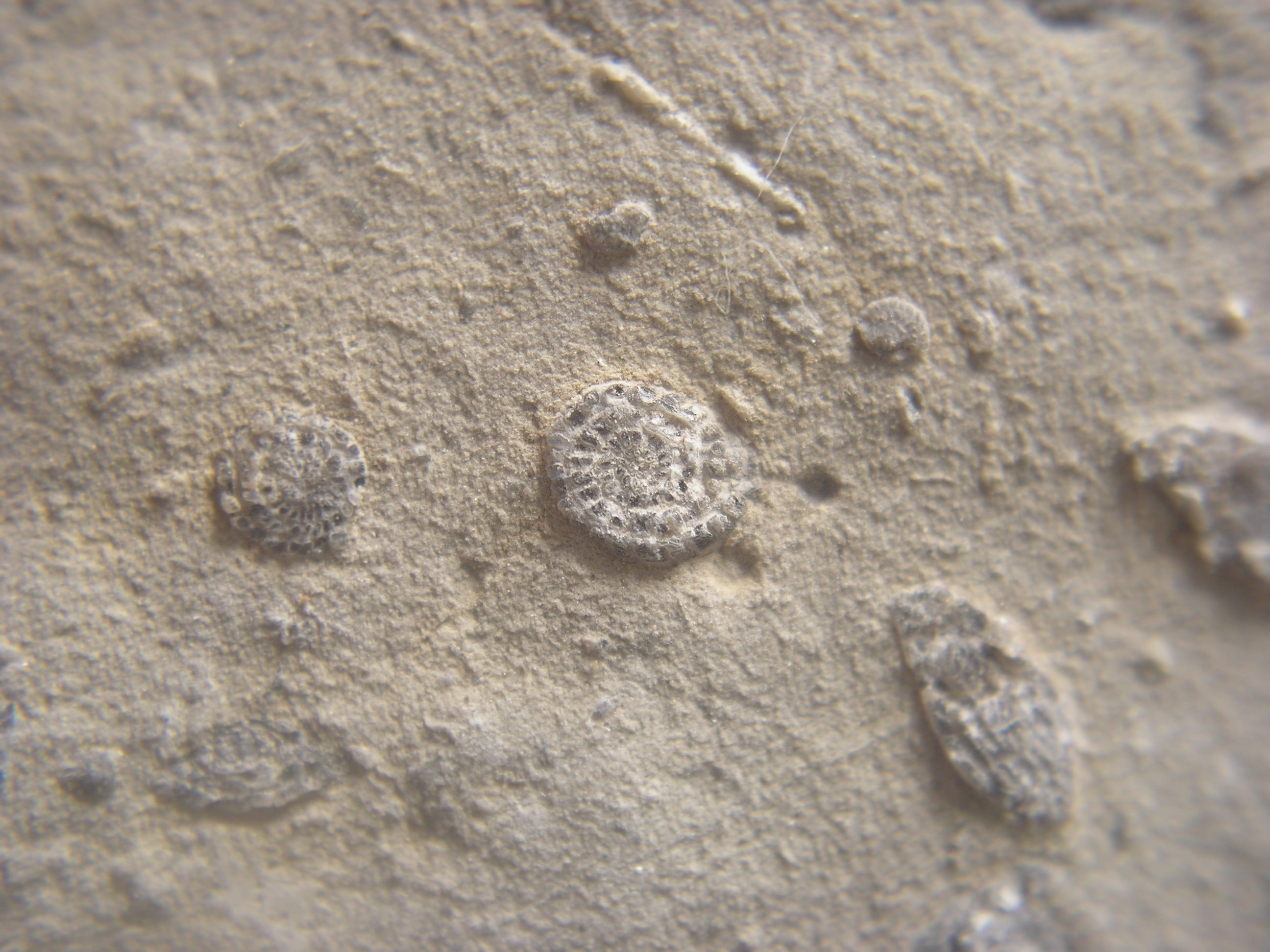
Мікроскам'янілості близько 1 мм

Викопна смола (або бурштин) — природний полімер, що зустрічається в багатьох типах пластів по всьому світу, навіть в Арктиці. Найдавніша викопна смола датується тріасом, хоча більшість — кайнозоєм. Вважається, що виділення смоли деякими рослинами є еволюційним пристосуванням для захисту від комах і герметизації ран. Бурштин часто містить інші скам'янілості, так звані включення, які були захоплені липкою смолою. До них відносяться бактерії, гриби, інші рослини та тварини. Тваринні включення — це зазвичай дрібні безхребетні, переважно членистоногі, такі як комахи та павуки, і лише вкрай рідко хребетні, такі як маленькі ящірки. Збереженість включень може бути надзвичайно високою, включаючи невеликі фрагменти ДНК.

### Мікроскам'янілості
Мікроскам'янілості — описовий термін, що застосовується до скам'янілих рослин і тварин, розмір яких знаходиться на рівні або нижче рівня, на якому скам'янілість можна проаналізувати неозброєним оком. Зазвичай межа між «мікро-» і «макроскам'янілостями» становить 1 мм. Мікроскам'янілості можуть бути як повноцінними (або майже повноцінними) організмами (наприклад, морський планктон — форамініфери та кокколітофори), так і складовими частинами (наприклад, дрібні зуби або спори) більших тварин чи рослин. Мікроскам'янілості мають вирішальне значення як джерело даних про палеоклімат, а також широко використовуються біостратиграфами для визначення кореляції гірських порід.

### Біосигнатури
Біосигнатури або хемофосилії — хімічні речовини, знайдені в гірських породах і горючих корисних копалинах (нафта, вугілля і природний газ), які містять органічні сліди давнього життя. Найдавнішими слідами життя на Землі є скам'янілості цього типу, в тому числі аномалії ізотопів вуглецю, знайдені в цирконах, які свідчать про існування життя ще 4,1 мільярда років тому.

## Строматоліти
Строматоліти — це шаруваті акреційні структури, що утворюються на мілководді шляхом збирання, скріплення та цементування осадових гранул біоплівками мікроорганізмів, зокрема ціанобактерій. Строматоліти є одними з найдавніших скам'янілостей на Землі, що датуються понад 3,5 мільярдами років тому.

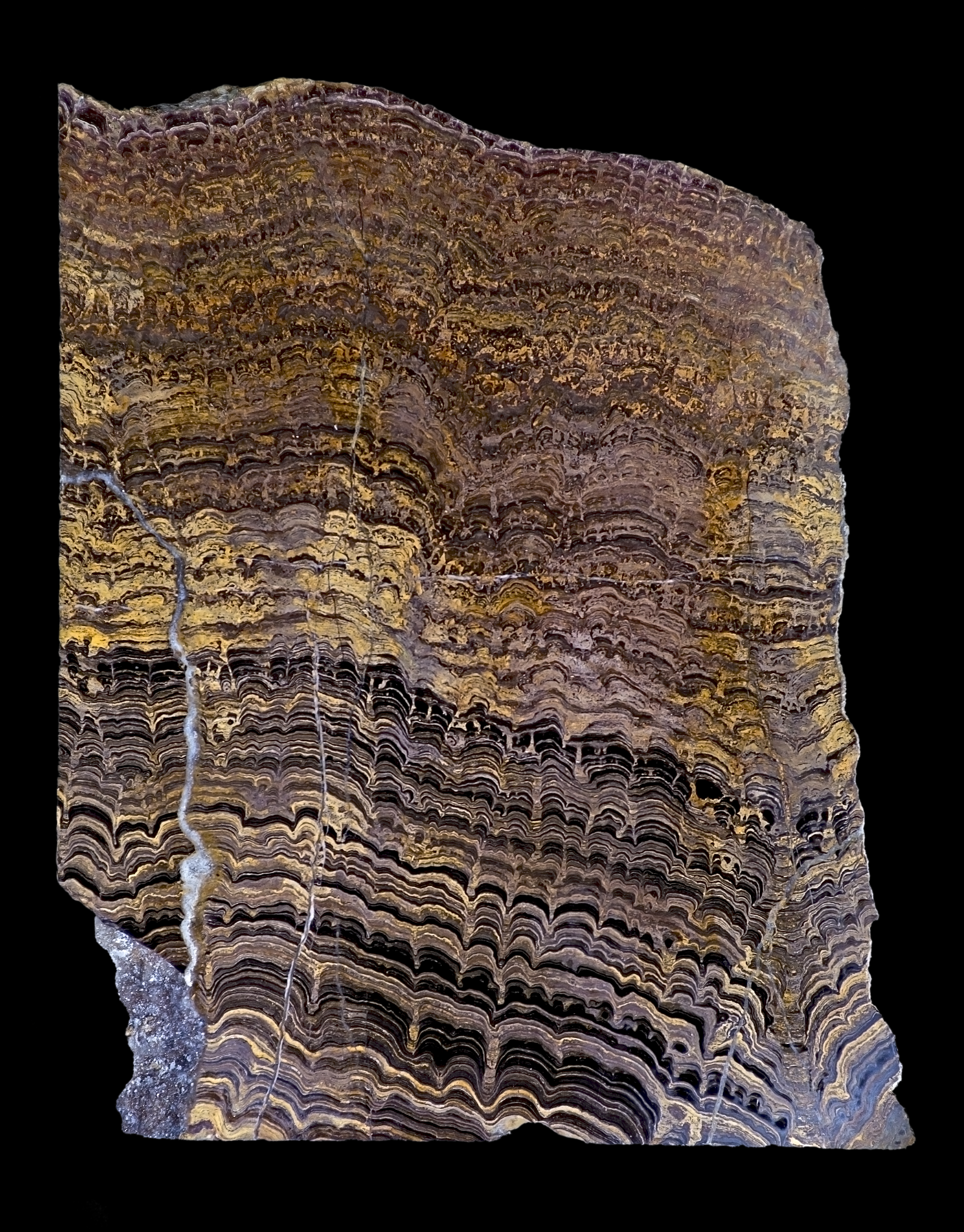
Нижньопротерозойські строматоліти з Болівії, Південна Америка

Строматоліти були набагато більш поширені в докембрійські часи. В той час як більш давні, архейські викопні рештки, як припускають, є колоніями ціанобактерій, молодші (тобто протерозойські) скам'янілості можуть бути первісними формами евкаріотних хлорофітів (тобто зелених водоростей). Один з родів строматолітів, який дуже часто зустрічається в геологічному літописі, — це Collenia. Найдавніший строматоліт підтвердженого мікробного походження датується 2,724 млрд років тому. Відкриття 2009 року надає переконливі докази того, що мікробні строматоліти існували ще 3,45 мільярда років тому.
Строматоліти є основною складовою скам'янілостей перших 3,5 мільярда років життя, пік розвитку яких припав на 1,25 мільярда років тому. Згодом їхня чисельність і різноманітність зменшилася, і до початку кембрію впала до 20 % від свого піка. Найбільш поширеним поясненням є те, що мікроорганізми-створювачі строматолітів стали жертвами істот, що «випасалися» на мілководді («кембрійська субстратна революція»), а це означає, що досить складні організми були поширені понад 1 мільярд років тому.
Шаруваті сферичні структури росту, що називаються онколіти, схожі на строматоліти й також відомі з викопних решток. Тромболіти — це слабошаровані або нешаровані згустки, утворені ціанобактеріями, поширені у викопних рештках і в сучасних осадових породах.

## Галерея
|                                                   |
| Скам'янілий трилобіт, середній ордовицький період |

|                                                    |
| Скам'яніле листя рослини кам'яновугільного періоду |

| |
| Скам'яніла папоротеподібна рослина, середній кам'яновугільний період. Донецька область, Покровський район |

|                               |
| Скам'янілий череп платеозавра |

|                                              |
| Скам'янілий морський їжак крейдового періоду |

|                          |
| Рештки риби епохи еоцену |

|                             |
| Скам'янілий скелет пакіцета |

|                                     |
| Скам'янілий скелет міоценового кита |